# Йордановка
Йордановка (рум. Iordanovca) — село в Молдові в Бессарабському районі. Утворює окрему комуну.
Згідно з переписом населення 2004 року, практично повністю населене етнічними молдованами (98%).
| Молдова | Це незавершена стаття з географії Молдови. Ви можете допомогти проєкту, виправивши або дописавши її. |

1. ↑  Nicu V. Localitățile Moldovei în documente și cărți vechi: îndreptar bibliografic. Volumul 1: A-L — Chișinău: Universitas, 1991. — С. 458. — 508 с. — ISBN 5-362-00841-2
2. ↑  Перепис населення Молдови (2014) — 2017.